# Simfonia núm. 7 (Bruckner)
La Simfonia núm. 7 en mi major d'Anton Bruckner és una de les més conegudes del compositor. Va ser composta entre 1881 i 1883, i va ser revisada l'any 1885. Està dedicada a Lluís II de Baviera. L'estrena, sota la direcció d'Arthur Nikisch, va tenir lloc a l'Òpera de Leipzig l'any 1884 i va suposar per a Bruckner l'èxit més gran de la seva carrera. De vegades se l'ha anomenada amb el sobrenom de "Lírica", tot i que aquest sobrenom no li va ser adjudicat per l'autor.
Un dels èxits més destacats de Bruckner i això es reflecteix en el fet que aquesta obra mai va ser reelaborada. La melodia del violoncel al principi del primer moviment és una de les seves creacions més belles. El segon moviment, lent, clar i poètic, és encara més commovedor. Quan Bruckner va saber de la mort de Richard Wagner, va escriure el final d'aquest moviment com a música fúnebre.

## Moviments
La simfonia té quatre moviments:
1. Allegro moderato
2. Adagio: Sehr feierlich und sehr langsam
3. Scherzo: Sehr schnell
4. Finale: Bewegt, doch nicht schnell

### Primer moviment
El primer moviment comença amb cordes en trèmolo i els violoncels que presenten "una divina i completa melodia:"
Bruckner va declarar que l'havia sentit en un somni, tocava una viola i la va escriure en despertar-se, però la melodia incorpora una cita del Credo de la seva Missa en re menor (1864) que estava revisant en aquell moment. El tema principal es replanteja abans que aparegui el segon grup temàtic, amb els oboès i els clarinets portant el primer tema:
El tercer grup temàtic es basa en octaves, com és típic en Bruckner:
El desenvolupament inclou molts dels temes en inversió. Prop del final del moviment, hi ha un llarg punt de pedal en mi, sostingut pels contrabaixos i els timbals.

### Segon moviment
Aquest moviment va ser compost entre gener i abril de 1883. Bruckner va començar a escriure-la en previsió de la mort de Richard Wagner, que estava en mala salut. El moviment inclou quatre tubes de Wagner, que seria la seva primera aparició en una simfonia:
També hi ha una tuba contrabaix. La segona part del moviment, començant en fa ♯ major, té una melodia que l'especialista de Bruckner Georg Tintner va descriure com a tal: "Si pogués descriure el que em produeix Bruckner, és aquesta melodia. És una cosa que transcendeix els tipus de sentiments ordinaris. Ni tan sols pots dir "És alegre?" 'És trist?' 'És això?' 'És això?'. Tampoc es pot dir que és una melodia tardana de Beethoven. Està per sobre d'aquestes coses:"
Diu la llegenda que Bruckner va escriure el xoc de plats en el clímax d'aquest moviment en saber la notícia que Wagner havia mort. Per contra, Williman Mann afirma que "en el clímax del moviment lent, Nikisch va persuadir Bruckner d'afegir un xoc de plats recolzat per un triangle; més tard aquesta addició al manuscrit es va marcar com a "no vàlida", però no a la mà del compositor, així que qui era el purista?"
Aquest moviment es va reproduir a la ràdio alemanya nazi el 31 de gener de 1943 després de la derrota alemanya a la batalla de Stalingrad i, després de la música de Richard Wagner, abans de l'anunci l'1 de maig de 1945 de la mort de Hitler el dia abans.

### Tercer moviment
L'scherzo és en la menor i s'obre amb una figura de corda rítmica i una melodia amb un salt d'octava tocada per una trompeta solista:
El Trio és en fa major i té un tempo més lent:

### Quart moviment
A diferència de les simfonies Cinquena i Vuitena, on el Finale resumeix tota la simfonia, aquest no és tan expansiu com els altres moviments. Georg Tintner va comparar aquest final amb el final d'una simfonia de Haydn. Com el primer moviment, el quart moviment s'obre amb cordes en trèmolo:
El segon grup temàtic està en la tonalitat llunyana de la♭ major:
El tercer grup temàtic és un "tema d'octava" característic a càrrec de tota l'orquestra en la menor:
A la recapitulació, els grups de temes s'inverteixen en ordre: una forma anomenada "forma de sonata tràgica" o "forma d'arc".

## Instrumentació
La simfonia requereix la següent orquestra:
- Vent fusta⁣: 2 flautes, 2 oboès, 2 clarinets en la, 2 fagots
- Metall⁣: 4 trompetes en fa, 3 trompetes en fa, 3 trombons, 4 tubes Wagner (2 tenors en si ♭, 2 baixos en fa),1 tuba contrabaix
- Percussió⁣:2 timbals, plats, triangle
- Cordes⁣: violins 1, 2, violes, violoncels, contrabaix

1Només s'utilitza en el 2n i 4t moviments.
2Llevat del tercer moviment, on els timbals tenen un paper destacat, l'ús de la percussió a la simfonia és extremadament limitat. Els timbals entren a la coda del primer moviment. En algunes edicions d'actuació, el timbal torna a entrar juntament amb els plats i el triangle junts en el clímax del segon moviment (l'únic moviment que utilitza plats i triangle). No obstant això, molts directors interpreten el segon moviment sense percussió (com en l'edició de Haas); la decisió es resol en general per les preferències dels intèrprets. En l'últim moviment, els timbals entren en breus clímax abans del crescendo amb el tutti orquestral als compassos finals.

## Versions

### Versió de 1883
Va ser la versió emprada en l'estrena. Malauradament només se'n conserva un autògraf que inclou canvis ulteriors del mateix Bruckner i d'altres, de manera que resulta impossible conèixer la seua configuració inicial. Mai no va ser publicada.

### Versió de 1885

#### Edició de Gutmann (publicada l'any 1885)
Inclou canvis fets després de l'estrena de 1884. Hi ha un ampli consens respecte al fet que Nikisch, Franz Schalk i Ferdinand Löwe van influir-hi significativament, tot i que també hi ha un cert debat sobre l'abast de l'autorització de Bruckner respecte als canvis. Aquests canvis afecten sobretot a l'orquestració i el tempo.

#### Edició de Haas (publicada l'any 1944)
Robert Haas intentà eliminar la influència de Nikisch, Schalk i Löwe amb l'objectiu de restaurar la concepció original de Bruckner. Va emprar part del material de l'autògraf de 1883, però atés que aquest manuscrit també conté canvis ulteriors, part del treball de Haas va ser producte de conjectures. El canvi més important en la versió de Haas és l'absència de plats, triangle i timbales en el moviment lent: Haas afirmà que Bruckner va decidir prescindir de la percussió, una reivindicació que l'estudiós Benjamin Korstvedt considera "implausible".

#### Edició de Nowak (publicada l'any 1954)
Leopold Nowak va mantenir la major part de l'edició de Gutmann de 1885, incloent-hi la percussió. Va incloure les modificacions de tempo de Gutmann però les va posar entre parèntesis. En algunes interpretacions d'aquesta versió s'omet el colp de plats al clímax del moviment lent, tot i que aquest s'inclou a la partitura impresa.
L'any 1921, un grup de deixebles i companys d'Arnold Schönberg van preparar-ne un arranjament per a conjunt de cambra (consistent en 2 violins, viola, violoncel, contrabaix, clarinet, trompa, piano a 4 mans i harmònium) per a la societat Verein für musikalische Privataufführungen de Viena: Hanns Eisler (1r i 3r moviments), Erwin Stein (2n mvt.) i Karl Rankl (3r mvt). La societat va desaparèixer abans que l'arranjament estiguera enllestit, i aquest no va ser estrenat fins a 60 anys després.

## Orquestració
Llevat del tercer moviment, l'ús de la percussió és extremadament limitat. Les timbales fan la seua aparició a la coda del primer moviment. En algunes edicions, les timbales no apareixen fins al clímax del segon moviment, en companyia dels plats i el triangle. Fins i tot molts directors han interpretat el segon moviment sense percussió —en realitat aquesta possibilitat depèn de la decisió de l'intèrpret. Al darrer moviment les timbales apareixen en breus clímaxs abans d'un crescendo amb el tutti orquestral als darrers compassos.

## Ús per Hitler
Segons l'obra de Frederic Spotts titulada Hitler i el poder de l'estètica, Adolf Hitler comparava favorablement aquesta simfonia davant de la Novena de Beethoven. Quan va consagrar un bust de Bruckner al Temple de Walhalla de Regensburg l'any 1937, va sonar l'adagio de la setena mentre Hitler romania en una tranquil·la admiració, una imatge propagandística àmpliament difosa en fotografia. Irònicament, un enregistrament de l'Adagio va servir de fons musical per a l'anunci, a càrrec de l'almirall Karl Dönitz, de la mort de Hitler a través de Ràdio Berlín l'1 de maig de 1945.

## Discografia
El primer enregistrament comercial de la setena simfonia va ser degut al director Oskar Fried amb l'Orquestra de l'Òpera de l'Estat de Berlín l'any 1924 per a Polydor. Juntament amb la Quarta, la setena és la més popular del compositor, tant en disc com a les sales de concert.
No manquen bons enregistraments de la Setena. El darrer enregistrament de Herbert von Karajan amb l'Orquestra Filharmònica de Viena, el 23 d'abril de 1989, tres mesos abans de la seva mort, per a Deutsche Grammophon i amb l'edició de Haas de 1885 ha estat qualificat per Norman Lebrecht amb el número 80 de la llista dels millors 100 enregistraments. En la crítica de l'enregistrament de 1999 de Kurt Sanderling, el crític David Hurwitz esmenta com a enregistraments de referència de la Setena de Bruckner els d'Eugen Jochum de 1952, Bernard Haitink de 1978, Karajan de 1989 i Günter Wand de 1999.